# Йонедзава
Йонедза́ва (яп. 米沢市 Ёнэдзава-си) — город на востоке Японии. Относится к префектуре Ямагата. Площадь города составляет 548,74 км², население — 86 562 человека (1 августа 2014), плотность населения — 157,75 чел./км². Йонедзава известен как один из крупнейших производителей говядины в Японии.